# Charles-Adrien de Cholet
Charles-Adrien, baron de Cholet (12 juillet 1779, Longeaux - 14 décembre 1868, Mauvages), est un homme politique français.

## Biographie
Propriétaire, il se présente, il est élu député de la Meuse le 26 février 1824. Il prend place au centre droit au sein de la Chambre et soutient de ses votes le ministère Villèle. Il obtient sa réélection le 24 novembre 1827.
Egalement conseiller général de la Meuse et maire de Mauvages, c'est sous sa mandature qu'ont été construits les nombreuses fontaines de cette commune et en particulier la fontaine-lavoir du Déo et le tunnel de Mauvages.

## Sources
- « Charles-Adrien de Cholet », dans Adolphe Robert et Gaston Cougny, Dictionnaire des parlementaires français, Edgar Bourloton, 1889-1891 [détail de l’édition]